# Republikken Tatarstan
Republikken Tatarstan (tatarisk: Татарстан Республикасы tr. Tatarstan Respublikası; russisk: Республика Татарстан eller Татария) er en af 21 autonome republikker i Den Russiske Føderation. Republikken har 4.003.016 (2024) indbyggere, der hovedsageligt er tatarere og russere, og et areal på 67.847 km². Dens nuværende præsident er Rustam Minnikhanov. Russisk og tatarisk er de officielle sprog i republikken. Republikkens hovedstad er Kasan, der har 1.329.825 (2025) indbyggere. Andre større byer er Naberezjnyje Tjelny med 548.221 (2025) indbyggere, Nizjnekamsk med 240.842 (2025) indbyggere og Almetevsk med 163.747 (2024) indbyggere.

## Geografi
Tatarstan ligger vest for Uralbjergene på den østeuropæiske slette ved sammenløbet af floderne Volga og Kama, der er udvidet i Kujbysjevskojereservoiret. Republikken har en udstrækning på 290 km fra nord til syd og 460 km fra øst til vest. Tatarstan ligger omkring 800 kilometer øst for Moskva. Republikken grænser op til otte regioner i Den Russiske Føderation: mod nord til Kirov oblast, mod nordøst til Republikken Udmurtien, mod øst til Republikken Basjkortostan, mod syd til Orenburg oblast, Samara oblast og Uljanovsk oblast, mod vest til Republikken Tjuvasjien samt mod nordvest til Republikken Marij El.
Landskabet er hovedsageligt fladt med nogle lave højdedrag. 90 % af arealet ligger under 200 meter over havet. 16 % er skovbevokset.
De vigtigste floder er Volga, Kama og bifloderne til Kama, Vjatka og Belaja.

### Klima
Klimaet er kontinentalt, middeltemperaturen er -14 oC i januar og 19 oC i juli.

### Råstoffer
Republikken har store olieressourcer.

## Demografi
Ifølge folketællingen 2002 boede i republikken 3.779.265 personer, hvoraf:
2.000.116 (52,9%) var tatarere,
1.492.602 (39,5%) russere,
126.532 (3,4%) tjuvasjere,
24.207 (0,6%) udmurtere,
24.016 (0,6%) ukrainere,
23.702 (0,6%) mordvinere
18.787 (0,5%) marier.
Ved folketællingen i 2010 var den etniske sammensætning:
Tatarere 53,2%,
russere 39,7%,
tjuvasjere 3,1%,
andre 4,1%.
| Befolkningsgruppe | FT 1926   | FT 1926 | FT 1939   | FT 1939 | FT 1959   | FT 1959 | FT 1970   | FT 1970 | FT 1979   | FT 1979 | FT 1989   | FT 1989 | FT 2002 2 | FT 2002 2 | FT 2010 3 | FT 2010 3 |
| Befolkningsgruppe | Antal     | %       | Antal     | %       | Antal     | %       | Antal     | %       | Antal     | %       | Antal     | %       | Antal     | %         | Antal     | %         |
| --- | --------- | ------- | --------- | ------- | --------- | ------- | --------- | ------- | --------- | ------- | --------- | ------- | --------- | --------- | --------- | --------- |
| Tatarere 1 | 1.262.383 | 48,7 %  | 1.421.514 | 48,8 %  | 1.345.195 | 47,2 %  | 1.536.430 | 49,1 %  | 1.641.603 | 47,6 %  | 1.765.404 | 48,5 %  | 2.000.116 | 52,9 %    | 2.012.571 | 53,2 %    |
| Russere | 1.118.834 | 43,1 %  | 1.250.667 | 42,9 %  | 1.252.413 | 43,9 %  | 1.328.738 | 42,4 %  | 1.516.023 | 44,0 %  | 1.575.361 | 43,3 %  | 1.492.602 | 39,5 %    | 1.501.369 | 39,7 %    |
| Tjuvasjere | 127.330   | 4,9 %   | 138.935   | 4,8 %   | 143.552   | 5,0 %   | 153.496   | 4,9 %   | 147.088   | 4,3 %   | 134.221   | 3,7 %   | 126.532   | 3,3 %     | 116.252   | 3,1 %     |
| Udmurter | 23.873    | 0,9 %   | 25.932    | 0,9 %   | 22.657    | 0,8 %   | 24.533    | 0,8 %   | 25.330    | 0,7 %   | 24.796    | 0,7 %   | 24.207    | 0,6 %     | 23.454    | 0,6 %     |
| Mordvinere | 35.084    | 1,4 %   | 35.759    | 1,2 %   | 32.932    | 1,2 %   | 30.963    | 1,0 %   | 29.905    | 0,9 %   | 28.859    | 0,8 %   | 23.702    | 0,6 %     | 19.156    | 0,5 %     |
| Mari | 13.130    | 0,5 %   | 13.979    | 0,5 %   | 13.513    | 0,5 %   | 15.643    | 0,5 %   | 16.842    | 0,5 %   | 19.446    | 0,5 %   | 18.787    | 0,5 %     | 18.848    | 0,5 %     |
| Ukrainere | 3.143     | 0,1 %   | 13.087    | 0,4 %   | 16.099    | 0,6 %   | 16.868    | 0,5 %   | 28.577    | 0,8 %   | 32.822    | 0,9 %   | 24.016    | 0,6 %     | 18.241    | 0,5 %     |
| Basjkirer | 1.752     | 0,07 %  | 931       | 0,03 %  | 2.063     | 0,07 %  | 2.888     | 0,09 %  | 9.256     | 0,3 %   | 19.106    | 0,5 %   | 14.911    | 0,4 %     | 13.726    | 0,4 %     |
| Tyskere | 615       | 0,02 %  | 1.083     | 0,04 %  | 1.427     | 0,05 %  | 1.351     | 0,04 %  | 2.352     | 0,07 %  | 2.775     | 0,08 %  | 2.882     | 0,08 %    | 2.200     | 0,06 %    |
| Andre | 7.888     | 0,3 %   | 13.390    | 0,5 %   | 20.566    | 0,7 %   | 20.328    | 0,6 %   | 28.436    | 0,8 %   | 38.952    | 1,1 %   | 51.510    | 1,4 %     | 60.671    | 1,6 %     |
| Indbyggere | 2.594.032 | 100 %   | 2.915.277 | 100 %   | 2.850.417 | 100 %   | 3.131.238 | 100 %   | 3.445.412 | 100 %   | 3.641.742 | 100 %   | 3.779.265 | 100 %     | 3.786.488 | 100 %     |
| 1 herunder keräschen (kristne tatarere) (1926: 99.041, 2002: 18.760 og 2010: 29.962 personer) 2 Nationale fordeling iflg. folketællingen i 2002. 3 6.052 personer kunne ikke henføres til nogen bestemt befolkningsgruppe. Disse personer formodes at fordele sig proportionelt på de registrerede befolkningsgrupper. |           |         |           |         |           |         |           |         |           |         |           |         |           |           |           |           |

### Religion
De to mest udbredte trosretninger i republikken Tatarstan er islam (Sunni-islam, shia-islam, sufisme) og russisk-ortodoks kristendom. Sunni-islam blev allerede i 922 anerkendt som en officiel religion af volgabulgarerne. Den tatarske hovedstad Kasan er centrum for islam i Rusland. Tatarerne bekender sig overvejende (60 %) til sunnitisk islam eller er ateister. Et mindretal (1,6 %), kriasjerne ("de døbte") er ortodokse kristne og en procent af tatarerne (med tilknytning til Sibirien) er tilhængere af tengrismen.
Den ortodokse kirke fremvoksede i området i midten af 1500-tallet, da det russiske zarvælde erobrede Kasan-khanatet. Til denne hører, ved siden af de fleste af republikkens russere, også tjuvasjer, mari, mordviner og udmurter.
Det findes også mindre grupper, som bekender sig til andre kristne trosretninger: gammelortodokse, katolikker, lutheranere og baptister. Desuden findes der en del jøder og buddhister.

## Administrativ inddeling
Republikken er inddelt i 43 rajoner og 14 selvstyrende byer direkte underlagt republikken:

### Rajoner
| - Agrõzi rajon (Ägärcä rayonı; Агрызский район) - Aksubajevo rajon (Aqsubay rayonı; Аксубаевский район) - Aktanõši rajon (Aqtanış rayonı; Актанышский район) - Aleksejevskoje rajon (Alekseyevski rayonı; Алексеевский район) - Alkejevo rajon (Älkäy rayonı; Алькеевский район) - Almetjevski rajon (Älmät rayonı; Альметьевский район) - Apastovo rajon (Apas rayonı; Апастовский район) - Arski rajon (Arça rayonı; Арский район) - Aznakajevo rajon; (Aznaqay rayonı; Азнакаевский район) - Atnja rajon (Ätnä rayonı; Атнинский район) - Baltassi rajon (Baltaç rayonı; Балтасинский район) - Bavlõ rajon (Bawlı rayonı; Бавлинский район) - Bugulma rajon (Bögelmä rayonı; Бугульминский район) - Buinski rajon (Bua rayonı; Буинский район) - Drožžanoje rajon (Çüpräle rayonı; Дрожжановский район) - Jelabuga rajon (Alabuğa rayonı; Елабужский район) - Jutaza rajon (Yutaza rayonı; Ютазинский район) - Kaibitsõ rajon (Qaybıç rayonı; Кайбицкий район) - Kamskoje Ustje rajon (Kama Tamağı rayonı; Камско-Устьинский район) - Kukmori rajon (Quqmara rayonı; Кукморский район) - Laiševo rajon (Layış rayonı; Лаишевский район) - Leninogorski rajon (Leninogorsk rayonı; Лениногорский район) | - Mamadõši rajon (Mamadış rayonı; Мамадышский район) - Mendelejevski rajon (Mendeleyev rayonı; Менделеевский район) - Menzelinski rajon (Minzelä rayonı; Мензелинский район) - Musljumovo rajon (Möslim rayonı; Муслюмовский район) - Nižnekamski rajon (Tübän Kama rayonı; Нижнекамский район) - Novošešminski rajon (Yañaşoşma rayonı; Новошешминский район) - Nurlati rajoon (Norlat rayonı; Нурлатский район) - Pestretsõ rajon (Piträç rayonı; Пестречинский район) - Rõbnaja Sloboda rajon (Balıq Bistäse rayonı; Рыбно-Слободский район) - Saba rajon (Saba rayonı; Сабинский район) - Sarmanovo rajon (Sarman rayonı; Сармановский район) - Spasski rajon (Spassk rayonı; Спасский район) - Zainski rajon (Zäy rayonı; Заинский район) - Zelenodolski rajon (Yäşel Üzän rayonı; Зеленодольский район) - Tetjuši rajon (Täteş rayonı; Тетюшский район) - Tjuljatši rajon (Tüläçe rayonı; Тюлячинский район) - Tšeremšani rajon (Çärmişän rayonı; Черемшанский район) - Tšistopoli rajon (Şístay rayonı; Чистопольский район) - Tuqay rajon (Tuqay rayonı; Тукаевский район) - Verhni Usloni rajon (Yuğarı Oslan rayonı; Верхнеуслонский район) - Võssokaja Gora rajon (Biektaw rayonı; Высокогорский район) |

### Byer med selvstyre
| By                  | russisk navn     | tatarisk navn | Indbyggertal (2015 anslået) | De 10 største byers beliggenhed |
| ------------------- | ---------------- | ------------- | --------------------------- | ------------------------------- |
| Kasan (hovedstad)   | Казань           | Qazan         | 1.205.651                   |                                 |
| Naberezjnyje Tjelny | Набережные Челны | Çallı         | 524.444                     |                                 |
| Nizjnekamsk         | Нижнекамск       | Tübän Kama    | 235.448                     |                                 |
| Almetevsk           | Альметьевск      | Älmät         | 151.157                     |                                 |
| Zelenodolsk         | Зеленодольск     | Yäşel Üzän    | 98.462                      |                                 |
| Bugulma             | Бугульма         | Bögelmä       | 86 747                      |                                 |
| Jelabuga            | Елабуга          | Alabuğa       | 72 929                      |                                 |
| Leninogorsk         | Лениногорск      | Лениногорск   | 63 635                      |                                 |
| Tjistopol           | Чистополь        | Çistay        | 61 110                      |                                 |
| Zainsk              | Заинск           | Zäy           | 41 046                      |                                 |
| Aznakajevo          | Азнакаево        | Aznaqay       | 34 720                      |                                 |
| Nurlat              | Нурлат           | Norlat        | 33 102                      |                                 |
| Bavly               | Бавлы            | Bawlı         | 22 114                      |                                 |
| Buinsk              | Буинск           | Bua           | 20 854                      |                                 |

## Økonomi
Republikken Tatarstans vigtigste industrier er olieindustri, kemisk industri og maskinindustri.